# Indian Springs, Georgia
Indian Springs är en ort i Catoosa County i delstaten Georgia, USA.